# يوبي سوفت الدار البيضاء
يوبي سوفت الدار البيضاء (بالإنجليزية: Ubisoft Casablanca)‏ هي شركة تطوير ألعاب فيديو مغربية مقرها في الدار البيضاء. تأسست الشركة في عام 1998 كشركة تابعة لشركة يوبي سوفت. كان أول إنتاج للشركة هو نسخة نينتندو 64 , الحاسوب و Dream cast من دونالد داك: غوين كواكرز. ساعدت يوبي سوفت الدار البيضاء في تطوير ألعاب متنوعة لمنصات محمولة. في يونيو 2007، صرحت شركة يوبي سوفت أنها ستقوم بتوسيع الشركة بمقدار 150 شخصًا باستخدام الحوافز الحكومية. بين عامي 2008 و2010، قامت الشركة أيضًا بتشغيل حرم جامعي سعى إلى تدريب 300 من خريجي تطوير الألعاب. أٌغلِقَت الشركة في 13 يونيو 2016، بعد تحول في السوق، وعدم توافق موقع الشركة مع خطط يوبي سوفت من الآن فصاعدًا. كانت الشركة تستخدم في السابق 48 موظفًا وكانت أقدم شركة لألعاب الفيديو في شمال أفريقيا. ومن بين الشركات التي أنشأها موظفو يوبي سوفت الدار البيضاء السابقون مطورو ذا وول غيمز التي أسسها ياسين عارف، وألعاب رايم بواسطة عماد خريجية وعثمان البحراوي، وشركة بالم غروف سوفتوير من قبل خليل عرفات، بالإضافة إلى مجموعة مطوري الألعاب المغربية التي أسسها عام 2011 عارف وأسامة حسين لتعزيز تطوير ألعاب الفيديو في المغرب.

## الألعاب
| تاريخ الإصدار | العنوان                          | المنصة (المنصات)                                                                                                 |
| ------------- | -------------------------------- | --- |
| 2000          | دونالد داك: غوين كواكرز          | دريم كاست، نينتندو 64، ويندوز                                                                                    |
| 2005          | برنس أوف بيرشيا: ذا تو ثرونز     | بلاي ستيشن 2، نينتندو غيم كيوب، ويندوز، إكس بوكس، هاتف محمول، بلاي ستيشن بورتبل، بلاي ستيشن 3، وي، ماك أو إس إكس |
| 2007          | Rayman Raving Rabbids 2          | نينتندو دي أس |
| 2008          | برنس أوف بيرشيا: ذا فولن كينج    | نينتندو دي أس |
| 2009          | Rabbids Go Home                  | نينتندو دي أس |
| 2010          | برنس أوف بيرشيا: ذا فورجتن ساندز | نينتندو دي أس |
| 2010          | Raving Rabbids: Travel in Time   | وي، نينتندو 3دي أس                                                                                               |
| 2011          | Rayman Origins                   | ويندوز، بلاي ستيشن فيتا، بلاي ستيشن 3، وي، ماك أو إس إكس، إكس بوكس 360، نينتندو 3دي أس                           |